# Лобіос
Лобіос (гал. Lobios, ісп. Lovios) — муніципалітет в Іспанії, у складі автономної спільноти Галісія, у провінції Оренсе. Населення — 2259 осіб (2009).

## Географія
Муніципалітет розташований на португальсько-іспанському кордоні.
Муніципалітет розташований на відстані близько 400 км на північний захід від Мадрида, 55 км на південь від Оренсе.
Муніципалітет складається з таких паррокій: Араушо, А-Села, Гроу, А-Ілья, Лобіос, Манін, Ріо-Кальдо, Сан-Мартіньйо-де-Гроу, Сан-Пайо-де-Араушо, Торно.

## Демографія
Динаміка населення (INE ):

## Галерея зображень

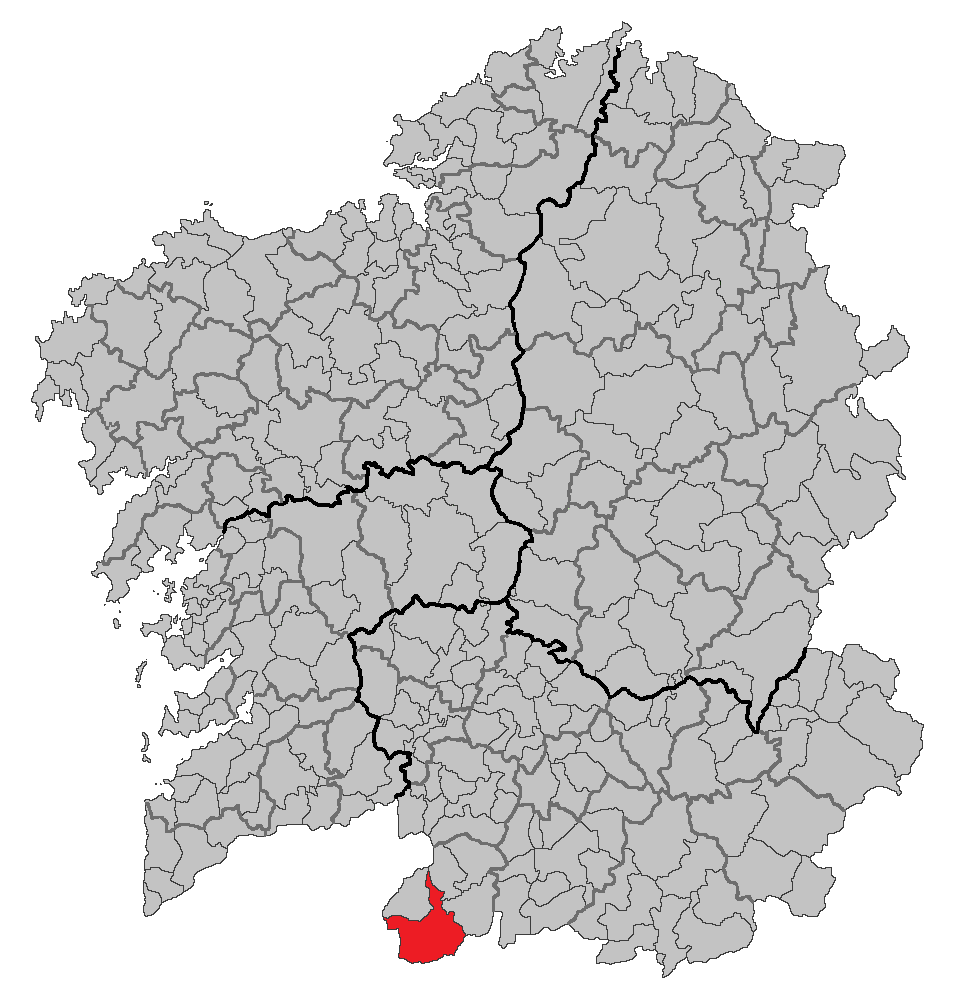
Розташування муніципалітету